# Callirhipis
Callirhipis is een geslacht van kevers, en het typegeslacht van de familie Callirhipidae. De wetenschappelijke naam van het geslacht werd in 1829 voorgesteld door Pierre André Latreille.

## Soorten
- Callirhipis acutipennis Emden, 1933
- Callirhipis affinis Emden, 1926
- Callirhipis andamensis Emden, 1926
- Callirhipis angustata Pic, 1925
- Callirhipis angustior Fairmaire, 1885
- Callirhipis antennaria Emden, 1926
- Callirhipis antiqua Waterhouse, 1877
- Callirhipis attenuata Pic, 1943
- Callirhipis bogotensis  Pic, 1943
- Callirhipis borneensis  Pic, 1943
- Callirhipis bowringi Waterhouse, 1877
- Callirhipis cardwellensis Blackburn, 1896
- Callirhipis carinifer Champion, 1896
- Callirhipis carolinensis Blair, 1940
- Callirhipis castanea Blanchard, 1845
- Callirhipis ceylanica Emden, 1926
- Callirhipis childreni Gray, 1832
- Callirhipis constricticollis Emden, 1926
- Callirhipis costaricensis Emden, 1931
- Callirhipis costata Waterhouse, 1877
- Callirhipis dejeanii Latreille, 1829
- Callirhipis devasa Fairmaire, 1877
- Callirhipis dilaticollis Champion, 1896
- Callirhipis dissimilis Waterhouse, 1877
- Callirhipis excellens Emden, 1926
- Callirhipis formosana Pic, 1912
- Callirhipis gardneri Emden, 1931
- Callirhipis gausapata Waterhouse, 1877
- Callirhipis gigantea Pic, 1912
- Callirhipis glabra Pic, 1912
- Callirhipis goryi Guérin-Méneville, 1830
- Callirhipis grandicornis Emden, 1926
- Callirhipis grisea Emden, 1933
- Callirhipis helleri Schultze, 1915
- Callirhipis helleriana Emden, 1934
- Callirhipis horni Emden, 1924
- Callirhipis impressicollis
- Callirhipis humeralis Pic, 1943
- Callirhipis impressa Montrouzier, 1857[2]
- Callirhipis impressiceps (Pic, 1922)
- Callirhipis inconspicua Waterhouse, 1877
- Callirhipis intermedia Emden, 1926
- Callirhipis javanica Laporte de Castelnau, 1834
- Callirhipis kojimai Nakane, 1996
- Callirhipis kurosawai Satô, 1995
- Callirhipis lagunae Schultze, 1916
- Callirhipis laosensis Pic, 1917
- Callirhipis laticornis Emden, 1934
- Callirhipis latipennis Pic, 1943
- Callirhipis latreillei Laporte de Castelnau, 1834
- Callirhipis leai Pic, 1925
- Callirhipis lherminieri Laporte de Castelnau, 1834
- Callirhipis lineata Waterhouse, 1877
- Callirhipis longeramosa Pic, 1925
- Callirhipis longicornis Waterhouse, 1877
- Callirhipis longitarsis Emden, 1933
- Callirhipis luzonica  Emden, 1933
- Callirhipis marmorea Fairmaire, 1878
- Callirhipis mexicana Champion, 1896
- Callirhipis miwai Nakane, 1985
- Callirhipis morgani Pic, 1927
- Callirhipis multiimpressa Pic, 1927
- Callirhipis multipunctata Pic, 1926
- Callirhipis nevermanni Emden, 1931
- Callirhipis nigrescens Emden, 1931
- Callirhipis nitidior Emden, 1926
- Callirhipis obscura Pic, 1925
- Callirhipis obsoleta Champion, 1896
- Callirhipis parallela Emden, 1933
- Callirhipis particularis s Pic, 1943
- Callirhipis pauloplicatus Pic, 1943
- Callirhipis philiberti Fairmaire, 1891
- Callirhipis pici Hájek, 2011
- Callirhipis plicata Pic, 1925
- Callirhipis raui Pic, 1928
- Callirhipis residua Waterhouse, 1877
- Callirhipis reticulata Waterhouse, 1877
- Callirhipis robusta Waterhouse, 1877
- Callirhipis rollei Pic, 1943
- Callirhipis rufescens Pic, 1925
- Callirhipis rugicollis Emden, 1933
- Callirhipis salvazai Pic, 1922
- Callirhipis samoensis Pic, 1921
- Callirhipis sandaloides Emden, 1933
- Callirhipis schultzei Emden, 1933
- Callirhipis simplex Waterhouse, 1877
- Callirhipis sirambea Pic, 1921
- Callirhipis stabilis Waterhouse, 1877
- Callirhipis suturalis Waterhouse, 1877
- Callirhipis templetonii Westwood, 1853
- Callirhipis tenuipes Champion, 1896
- Callirhipis tiaongona Schultze, 1915
- Callirhipis tonkinea Pic, 1907
- Callirhipis trepida Waterhouse, 1877
- Callirhipis trifoveolata Pic, 1925
- Callirhipis unicostata Champion, 1896
- Callirhipis valida Champion, 1896
- Callirhipis variegata Emden, 1926